# Dénes Rósa
Dénes Rósa (Budapest, 7 aprile 1977) è un ex calciatore ungherese, di ruolo centrocampista offensivo.

## Palmarès

### Club

#### Competizioni nazionali
- Campionato ungherese: 1

Ferencvaros: 2003-2004
- Coppa d'Ungheria: 1

Ferencvaros: 2003-2004
- Supercoppa di Ungheria: 1

Ferencvaros: 2004